# Michał Kleofas Ogiński
Michał Kleofas Ogiński (litauisk: Mykolas Kleopas Oginskis, hviderussisk: Міхал Клеафас Агінскі) (25. september 1765 – 15. oktober 1833) var en polsk komponist, diplomat og politiker. Han var nevø af Michał Kazimierz Ogiński.

## Biografi
Ogiński blev født i byen Guzów i Żyrardów Amt (i nærheden af Warszawa) i Kongedømmet Polen, der var en del af Polen-Litauen. Hans far, Andrius, var en litauisk adelsmand og borgmester i byen Trakai i Litauen. Hans mor, Paula Paulina Szembek (1740-1797), var datter af den polske magnat Marek Szembek, hvis forfædre var østrigere, og Yadviga Rudnicka, der nedstammede fra poloniserede litauiske indvandrere (navnet ’Rudnicka’ er af litauisk oprindelse, men suffikset indikerer polonisering).
Ogiński blev undervist i hjemmet og udviste store evner i musik og fremmedsprog. Han studerede sammen med Józef Kozłowski og fik senere violinundervisning af Giovanni Battista Viotti og Pierre Baillot.
Ogiński var rådgiver for kong Stanislav Poniatovski af Polen og støttede ham i Sejmen i perioden 1788-1792. Efter 1790 fungerede han som ambassadør for Polen i Haag, Nederlandene, og som polsk diplomat i Konstantinopel og Paris. I 1793 blev han udpeget til skatmester i Litauen. Under Kościuszko-opstanden i 1794 ledte Ogiński sin egen styrke. Da opstanden var blevet slået ned, emigrerede han til Frankrig, hvor han søgte at opnå Napoleons støtte til den polske sag. Ogiński anså dannelsen af Hertugdømmet Warszawa på Napoleons foranledning som et skridt på vejen til polsk selvstændighed, og han dedikerede sin eneste opera, Zelis et Valcour, til Napoleon. Ogiński blev dog senere skuffet over Napoleon og opgav i 1810 sit politiske virke, hvorpå han vendte tilbage til Vilnius. Andrzej Jerzy Czartoryski introducerede ham for zar Alexander 1. af Rusland, som gjorde ham til en russisk senator. Ogiński prøvede forgæves at få zaren til at genoprette den polske stat. I 1815 rejste Ogiński til udlandet; han døde i Firenze i 1833.
Som komponist er han bedst kendt for sin polonæse Pożegnanie Ojczyzny (”Farvel, Hjemland”), som han komponerede i anledning af sin udvandring til Vesteuropa efter den fejlslagne Kościuszko-opstand.

## Musik
Ogiński holdt af italiensk og fransk opera og spillede violin, cembalo og balalajka. I 1790’erne begyndte han at komponere marcher og militærsange, og han nød popularitet blandt oprørerne i 1794.
Han komponerede 20 polonæser, diverse klaverværker, mazurkaer, marcher, romancer og valse. I 1794 komponerede han polonæsen Pożegnanie Ojczyzny (”Farvel, Hjemland”).
Andre af hans værker indbefatter:
- Operaen Zelis et Valcour ou Bonaparte au Caire (1799)[1]
- Afhandlingen ’Om musik’ (1828)
- Erindringer om Polen og polakkerne, 1788-1815 (Memoires sur la Pologne et les Polonais, depute 1788 jusqu'a la fin de 1815)[16] (udgivet i Paris)

## Eksterne links
- Frie noder af Michał Kleofas Ogiński i International Music Score Library Project
- Biografi om Ogiński fra Polish Music Center Arkiveret 5. august 2011 hos  Wayback Machine (engelsk)